# 法尔纳克二世 (本都)
法納西斯二世是博斯普鲁斯王国和本都王国国王，是有希腊和波斯背景的君主，米特里达梯六世少子，属米特里达梯王朝。在他的父亲于第三次米特拉达梯战争中战败后，本都王国部分领土被罗马兼并，剩余领土成为罗马附属国。